# Баннова, Евдокия Ивановна
Евдокия Ивановна Баннова (25.12.1924 — 24.06.2005) — советский передовик производства, телятница совхоза «Маяк» Чановского района Новосибирской области. Герой Социалистического Труда (1971).

## Биография
Родилась 25 декабря 1924 года в деревне Кабаклы, Чановского района Новосибирской области в крестьянской семье.
С 1936 года после окончания трех классов деревенской школы, в возрасте двенадцати лет начала свою трудовую деятельность в местном колхозе. В период Великой Отечественной войны работала — няней в детском саду, поваром и колхозницей в полеводческой бригаде местного колхоза.
С 1945 года после окончания войны работала телятницей в колхозе имени И. В. Сталина Чановского района Новосибирской области, со временем стала высокопрофессиональным специалистом своего дела, шесть раз становилась победителем социалистического соревнования. Е. И. Баннова была постоянным участником Всесоюзной выставки достижений народного хозяйства (ВДНХ СССР), за свои достижения награждалась наградами выставки различного достоинства в том числе дважды — Золотой медали ВДНХ.
8 апреля 1971 года  Указом Президиума Верховного Совета СССР «за выдающиеся успехи, достигнутые в развитии сельскохозяйственного производства и выполнении пятилетнего плана продажи государству продуктов земледелия и животноводства»  Евдакия Ивановна Баннова была удостоена звания Героя Социалистического Труда с вручением Ордена Ленина и золотой медали «Серп и Молот». 
Помимо основной деятельности занималась и общественно-политической работой: неоднократно избиралась депутатом Чановского районного исполнительного комитета Совета депутатов трудящихся и была наставницей молодёжи.
С 1979 года вышла на заслуженный отдых, но продолжала работать до конца 80-х годов.
Скончалась 24 июня 2005 года в результате несчастного случая, была похоронена на кладбище деревни Сарбалык Чановского района Новосибирской области.

## Награды
- Медаль «Серп и Молот» (8.04.1971)
- Орден Ленина (8.04.1971)
- Медаль «В ознаменование 100-летия со дня рождения Владимира Ильича Ленина»
- Медаль «Ветеран труда»
- Две Золотые медали ВДНХ СССР (09.07.1973, 19.06.1974)
- Диплом Почёта ВДНХ СССР (08.08.1975)